# Бродок (приток Серета)
Бродок (укр. Брідок) — река на Украине, протекает по территории Тернопольского района Тернопольской области. Правый приток реки Серет (бассейн Днестра).
Вытекает из источников на территории села Домаморич, протекает через села Забойки, Почапинцы, Драгановка, впадает в реку Серет в селе Буцнев.
Длина реки 18 км, площадь бассейна 85 км², уклон 3,2 м/км.